# Stenodynerus araucanus
Stenodynerus araucanus är en stekelart som först beskrevs av Henri Saussure 1867.  Stenodynerus araucanus ingår i släktet smalgetingar, och familjen Eumenidae. Inga underarter finns listade i Catalogue of Life.